# 联合国安全理事会第1207号决议
1998年11月17日通过的联合国安全理事会第1207号决议回顾了所有有关前南斯拉夫境内冲突的决议，特别是第827号决议，安理会谴责南斯拉夫联邦共和国（塞尔维亚和黑山）没有执行前南斯拉夫问题国际刑事法庭发出的逮捕令。
安全理事会回顾了《代顿协议》，并对南斯拉夫联邦共和国缺乏与前南问题国际法庭的合作表示遗憾。
安理会根据《联合国宪章》第七章采取行动，提醒所有国家有义务与国际法庭合作，包括执行逮捕令。它呼吁尚未这样做的国家，包括南斯拉夫联邦共和国，根据其国内法采取措施，执行第827号决议，它不能援引国内法的规定来说明它未能履行国际法规定的义务的原因。
该决议谴责没有对被控屠杀200名克族人的三名嫌疑犯发出逮捕令，并要求立即无条件地执行这些逮捕令，并将其移交法庭。敦促南斯拉夫联邦共和国、科索沃和其他国家的当局与前南问题国际法庭的检察官就所指控的战争罪行进行合作。最后，促请法庭的法官随时向安理会通报事态发展。
第1207号决议以14票对0票通过，中国一票弃权，认为前南问题国际法庭不是常设法院，因此不能干涉南斯拉夫联邦共和国和其他国家的内政。